# Giulio Cederna
Giulio Cederna (* 5. September 1876 in Mailand; † 24. Dezember 1939 ebenda), in der Schweiz auch Julius Cederna genannt, war ein italienischer Fussballtorhüter, der jedoch auch auf anderen Positionen spielte.

## Karriere
Giulio Cederna war das Kind des Gründers der Baumwollspinnerei Cederna im Mailänder Stadtteil Gratosoglio. Ab 1896 besuchte er in Winterthur das Technikum Winterthur, um dort Chemie zu studieren.
Im Juli 1897 wurde er Mitglied beim FC Winterthur, der zu dieser Zeit in der Serie B spielte, und wurde am 6. Oktober als Beisitzer in den Vereinsvorstand gewählt. Am 16. Januar 1898 bestritt er sein erstes Spiel als Verbindungsspieler (Mittelfeld) für den Verein. Sein zweites Spiel bestritt er als Goalkeeper – was in Zukunft seine bevorzugte Spielposition war. Nach einem Spiel im November 1898 gegen den Anglo-American Club Zürich urteilte das Schweizer Sportblatt über Cederna, dass man für das Schweizer Team wohl nur schwerlich einen Goalkeeper wie jenen Winterthurs finden könnte.
Wohl nach Abschluss seines Studiums am Technikum wechselte Cederna von Winterthur zum FC Basel, für den er im Frühling 1901 zwei Spiele in der Serie A und ein Testspiel bestritt.
Danach kehrte er nach Mailand zurück und schloss sich dem Milan Foot-Ball & Cricket Club an, dem heutigen AC Mailand. Mit diesem nahm er am Turnier um die Medaglia del Re teil und schoss dort als Stürmer für seine Mannschaft in drei überlegen gewonnenen Spielen sieben Tore. Daraufhin trat er dem Verein auch offiziell bei und war 1902/03 während einer Saison dessen Geschäftsführer. 1902 gehörte er zur Mailander Mannschaft, die am Fussballwettbewerb der italienischen Gymnastikmeisterschaft in Mailand teilnahm und den Wettbewerb mit der Mannschaft «Andrea Doria» ex aequo gewann. 1904 konnte die Mannschaft diesen Erfolg mit Cederna als Torhüter im Final wiederholen. In der italienischen Meisterschaft spielte Cederna nur wenig für die 1. Mannschaft, seinen letzten von vier Einsätzen in der Serie A hatte er am 12. Februar 1905 in seiner ursprünglichen Position als Torhüter, nachdem er zuvor dreimal erfolglos als Feldspieler zum Einsatz gekommen war.
Nach dem Ende seiner Fussballkarriere übernahm Giulio Cederna die väterlichen Baumwollspinnereien. Er wurde Vater von fünf Töchtern und einem Sohn. Seine Tochter Camilla Cederna wurde später bekannt als Journalistin und Autorin; sein Sohn Antonio Cederna war Denkmal- und Naturschutzaktivist und Mitbegründer der «Italia Nostra». Gemäss der Autobiografie von Camilla Cederna widmete er sich in späteren Jahren auch noch dem Zeichnen und der Malerei.
Giulio Cederna starb am 24. Dezember 1939 an einer Krebserkrankung. Seine letzte Ruhestätte fand er auf dem Cimitero Monumentale, dem Zentralfriedhof Mailands.